# Cryptocoryne cordata
Cryptocoryne cordata är en kallaväxtart som beskrevs av William Griffiths. Cryptocoryne cordata ingår i släktet Cryptocoryne och familjen kallaväxter. IUCN kategoriserar arten globalt som livskraftig.

## Underarter
Arten delas in i följande underarter:
- C. c. cordata
- C. c. diderici
- C. c. evae
- C. c. grabowskii
- C. c. zonata